# Mährische Kroaten
Als mährische Kroaten (kroatisch Moravski Hrvati, tschechisch Moravští Chorvati) wird eine kleine, seit dem 16. Jahrhundert ansässige kroatische Minderheit in  Tschechien bezeichnet. Sie zählen im weiteren Sinne zu den Burgenlandkroaten und waren bis 1948 die nördlichste Sprachinsel in Europa, in welcher der čakavische Dialekt des Kroatischen gesprochen wurde. Heute umfasst die Volksgruppe rund 1500 Personen, von denen nur 150 sprachliche Kompetenz im Čakavischen haben.

## Ansiedlung
Ausgelöst durch die Expansion des Osmanischen Reiches nach Kroatien und Ungarn kam es im 16. Jahrhundert zu einer Migration von Teilen der kroatischen Bevölkerung. Wurde dies lange Zeit als reine Flucht vor den türkischen Heeren betrachtet, geht man heute davon aus, dass es sich zum größten Teil um eine geordnete Umsiedlung gehandelt hat, in die einzelne Flüchtlingszüge aufgenommen wurden. Angesiedelt wurden die Kroaten in verlassenen Dörfern in Westungarn und dem östlichen Niederösterreich. Die nördlichsten dieser Siedlungen waren die der mährischen Kroaten in der Gegend von Nikolsburg. 
Die Ansiedlung erfolgte in zwei Phasen: als erste Ortschaft wurde 1538 Frélichov auf dem Gebiet der Wüstung Fröllersdorf gegründet. In der zweiten Phase um 1570 wurden die Ortschaften Neuprerau, Guttenfeld, Guldenfurt (Kolenfurt) sowie Bischofswarth, Ober- und Unterthemenau zur Gänze, Weißstätten (Pasohlávky), Eisgrub, Grusbach (Hrušovany) und Howoran zum Teil kroatisch besiedelt.
Im Laufe des 19. Jahrhunderts gaben der Großteil der Kroaten Sprache und Kultur auf und assimilierten sich zur deutschen bzw. tschechischen und slowakischen Mehrheitsbevölkerung.

## Entwicklung im 20. Jahrhundert
Zur Zeit der ersten Tschechoslowakischen Republik gab es in Mähren drei Orte, in denen noch Kroaten lebten, die ihre Sprache und kulturelle Traditionen bewahrt hatten:  Frélichov, heute Jevišovka (kroat. Frielištof, dt. Fröllersdorf), Nový Přerov (kroat. Nova Prerava, dt. Neu Prerau) und Dobré Pole (kroat. Dobro Polje, dt. Guttenfeld). Aus der Volkszählung von 1918 geht hervor, dass in diesen Ortschaften 1.682 Menschen kroatischer Herkunft lebten.
In den Schulen wurde ausschließlich Tschechisch unterrichtet. Ein großer Teil der Bevölkerung kroatischer Herkunft war germanisiert. Auch die Volksbräuche und Volkstrachten waren zum großen Teil verschwunden. Abgesehen von dem Ortsverein der Národná jednota für das südwestliche Mähren in Frélichov besaßen die mährischen Kroaten keine eigenen kulturellen Organisationen, unterhielten keine engeren Verbindungen nach Kroatien und lasen keine kroatischen Bücher oder Zeitungen.
Die Československo-jihoslovanská liga in Brünn versuchte in den 1930er Jahren, die kulturelle Eigenständigkeit der mährischen Kroaten und zugleich ihre Loyalität zum tschechoslowakischen Staat zu stärken. So wurde im Jahre 1934 unter Beteiligung von Vertretern des Tschechoslowakischen Republik und des Königreiches Jugoslawien Feiern zum 350. Jahrestag der Ansiedlung der mährischen Kroaten abgehalten und in allen drei Orten Denkmäler zur Erinnerung an die Ankunft der kroatischen Siedler errichtet. Ausgangsgrundlage für dieses Jubiläum war die damals verbreitete und 1937 durch Forschungen Adolf Tureks widerlegte Annahme, wonach der Christoph von Teuffenbach auf Dürnholz 1584 die ersten kroatischen Dörfer in Mähren gegründet haben sollte.
Entgegen den Versuchen der tschechoslowakischen Regierung, die Kroaten für sich zu gewinnen, gab die Mehrheit der mährischen Kroaten bei den Wahlen von 1935 jedoch der Sudetendeutschen Partei von Konrad Henlein ihre Stimme.
Infolge des Münchener Abkommens im Jahre 1938 wurde Südmähren ein Teil des Deutschen Reiches und in den Gau Niederdonau integriert. 
Nach dem Zweiten Weltkrieg kam Südmähren wieder zur Tschechoslowakei. Nach der kommunistischen Machtergreifung 1948 warfen die neuen Machthaber den Kroaten unter anderem vor, während des Krieges mit den Nationalsozialisten kollaboriert zu haben. Im Laufe des Jahres 1948 wurde die kroatischstämmige Bevölkerung der drei Ortschaften Frielištof, Dobro Polje und Prerava in kleineren Gruppen in nördliche Teile Mährens umgesiedelt. Ein Teil der Kroaten entzog sich der Umsiedlung durch Flucht nach Österreich und ließ sich im Burgenland nieder.

## Heutige Situation
Die Volkszählung 2001 ergab 1585 Personen kroatischer Nationalität, wobei nicht ausgewiesen ist, wie viel davon auf Zuzug in den 1990ern beruht. In einer Umfrage aus dem Jahr 2002 gaben 400 Personen an, die mährische Variante der kroatischen Sprache zu beherrschen, aber lediglich 150, sie auch aktiv zu gebrauchen. Es gibt keinen kroatischen Unterricht an Schulen, auch innerhalb der Familien wird die Sprache nicht an die Kinder weitergegeben.
1991 wurde in Brno die Sdružení občanů chorvatské národnosti v ČR (Vereinigung von Bürgern der kroatischen Minderheit in der ČR) gegründet. Sie ist bis heute die einzige offizielle Vertretung der Minderheit und entsendet ein Mitglied in den Minderheitenrat der ČR. In Jevišovka wird jeden September das Festival der kroatischen Kultur Kiritov, auch „Kroatischer Kulturtag“ genannt, veranstaltet.

## Sprache
Die mährischen Kroaten sprechen einen čakavischen Dialekt, in dem auch Volksliteratur veröffentlicht worden ist. Da die burgenlandkroatische Schriftsprache ebenfalls auf einem čakavischen Dialekt beruht, wird sie gut verstanden.